# Neocalyptis insularis
Neocalyptis insularis Diakonoff, 1948 è una falena appartenente alla famiglia Tortricidae, endemica dell'isola di Giava in Indonesia.